# Narcotráfico en Paraguay
El narcotráfico en Paraguay es significativo tanto en la producción de cannabis como en el tráfico de cocaína. En 2011, la ONU informó que Paraguay era el mayor productor de cannabis en América del Sur, representando el 15 % de la producción mundial de cannabis. Se responsabiliza a Paraguay por el tráfico anual de 30-40 toneladas de cocaína.

## Historia
Bajo la dictadura del presidente Alfredo Stroessner (1954-1989), se dice que Paraguay se convirtió en «un santuario para contrabandistas de armas, drogas y bienes cotidianos como whisky y repuestos de automóviles», y Stroessner proporcionó refugio al traficante de heroína, Auguste Ricord.
En 1994, el entonces general y jefe de la agencia nacional antidrogas de Paraguay, la Secretaría Nacional Antidrogas (Senad), Ramón Rosa Rodríguez, fue asesinado mientras entregaba un informe al presidente Juan Carlos Wasmosy. Se dice que el informe, que desapareció, implicaba al expresidente Andrés Rodríguez Pedotti, entonces senador, como «el principal capo de la droga en Paraguay».

## Dinámicas
La región fronteriza con Brasil, alrededor de Pedro Juan Caballero, en el Departamento de Amambay, es un punto crítico para el contrabando de drogas, con las organizaciones criminales brasileñas Comando Vermelho y Primeiro Comando da Capital (PCC) como objetivos principales de las operaciones antidrogas paraguayas en 2011.